# Venerida
Venerida is een orde van de tweekleppigen.

## Families
- † Anthracosioidea Amalitzky, 1892
  - † Anthracosiidae Amalitzky, 1892
  - † Ferganoconchida Martinson, 1961
  - † Shaanxiconchidae B.-P. Liu, 1980

- Arcticoidea Newton, 1891
  - Arcticidae Newton, 1891
  - † Pollicidae Stephenson, 1953
  - Trapezidae Lamy, 1920
  - † Veniellidae Dall, 1895

- Chamoidea Lamarck, 1809
  - Chamidae Lamarck, 1809

- Cyamioidea Sars, 1878
  - Cyamiidae Philippi, 1845
  - Neoleptonidae Thiele, 1934
  - Sportellidae Dall, 1899

- Cyrenoidea Gray, 1840
  - Cyrenidae Gray, 1840
  - Cyrenoididae H. Adams & A. Adams, 1857 (1853)
  - Glauconomidae Gray, 1853

- Glossoidea J. E. Gray, 1847
  - Glossidae Gray, 1847
  - Kelliellidae Fischer, 1887
  - † Lutetiidae Zhgenti, 1976
  - Vesicomyidae Dall & Simpson, 1901

- Hemidonacoidea Scarlato & Starobogatov, 1971
  - Hemidonacidae Scarlato & Starobogatov, 1971

- Mactroidea Lamarck, 1809
  - Anatinellidae Gray, 1853
  - Cardiliidae Fischer, 1887
  - Mactridae Lamarck, 1809
  - Mesodesmatidae Gray, 1839

- † Palaeanodontoidea Modell, 1964
  - † Palaeanodontidae Modell, 1964

- † Prilukielloidea Starobogatov, 1970
  - † Prilukiellidae Starobogatov, 1970
  - † Senderzoniellidae Betekhtina, Starobogatov & Jatsuk, 1987

- Ungulinoidea Gray, 1854
  - Ungulinidae Gray, 1854

- Veneroidea Rafinesque, 1815
  - † Isocyprinidae R.N. Gardner, 2005
  - Neoleptonidae Thiele, 1934
  - Veneridae Rafinesque, 1815